# Ciudadano
Un ciudadano o ciudadana es un concepto jurídico, filosófico y político que ha sido usado desde tiempos antiguos y a lo largo de la historia, aunque no siempre de la misma manera, pero en general designa a una persona física que es parte de una sociedad o entidad territorial. El Diccionario de la Lengua Española lo define como «una persona considerada como miembro activo de un Estado, titular de derechos políticos y sometido a su vez a sus leyes». Se llama ciudadanía tanto al conjunto de ciudadanos como a la condición de ser ciudadano.

## Definición
Un ciudadano es una persona considerada como miembro activo de un Estado, titular de derechos políticos y sometido a sus leyes y sus normas
.

## Historia
Según Aristóteles:

... a menudo se discute sobre el ciudadano y en efecto no todos están de acuerdo en quién es ciudadano. El que es ciudadano en una democracia con frecuencia no es ciudadano en una oligarquía.
(Aristóteles)

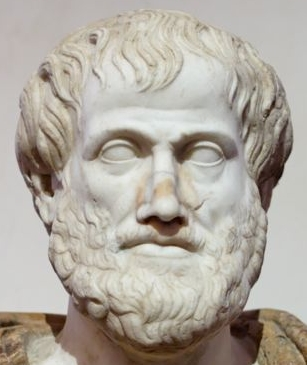
Busto de Aristóteles

Además, según Aristóteles, la mujer tampoco era un ciudadano propiamente dicho, ni durante la niñez ni en la edad adulta, ni soltera ni casada.
La encyclopedie define "ciudadano" como:     

Es aquel miembro de una sociedad libre de varias familias, que comparte los derechos de esta sociedad y se beneficia de sus franquicias.

No son ciudadanos quienes residen temporalmente en una similar sociedad y cuando terminan su asunto se alejan, ni quienes han sido desposeídos o cesados. También se indica que los menores y los sirvientes no son ciudadanos propiamente dichos, sino que lo son en cuanto pasan a ser miembros de la familia de un ciudadano.
En la Declaración de los Derechos del Hombre y del Ciudadano (1789) se liga el concepto de derechos con ciudadanía y se afirma que los derechos del hombre son «naturales, inalienables y sagrados», y que todos los hombres «nacen libres e iguales».
El Diccionario de Julio Casares define el término como «El que está en posesión de los derechos de la ciudadanía».|| También define el adjetivo "ciudadano" como «natural o vecino de una ciudad, o perteneciente a una ciudad».
El Diccionario de la lengua española (DLE) define el término "ciudadano" como adjetivo y como nombre. La acepción nombre significa «habitante de las ciudades antiguas o de Estados modernos, como sujeto de derechos políticos, y que interviene, ejercitándolos, en el gobierno del país». 
El avance de la vigésimo tercera edición del DLE, indica que, "ciudadano" designa «persona considerada como miembro activo de un Estado, titular de derechos políticos y sometido a sus leyes».

### Origen del concepto
El concepto aparece en las primeras sociedades sedentarias y estatales, regidas por códigos legales escritos. En esos códigos se establecen una serie de obligaciones y de derechos políticos, civiles o sociales que regulan las relaciones entre individuos y miembros de dicha sociedad. En ellos aparece la noción de ciudadanía, frecuentemente para denotar a cierto conjunto de individuos de una sociedad (generalmente algunos individuos quedaban excluidos y recibían una designación diferente). Los derechos y obligaciones de esos códigos conferían a un individuo la condición de "ciudadano". En las sociedades preestatales no existe un análogo claro de este concepto, al ser la mayor parte sociedades relativamente igualitarias y con una organización social simple y sin códigos legales escritos.
Referente a Aristóteles, en su libro III sobre La Política, abordaba la ciudadanía como el sentido de pertenencia de esos derechos. Sin embargo, el autor clásico se hacía dos preguntas: ¿Quién es el ciudadano? y ¿A quién se llama ciudadano?
A la primera pregunta, Aristóteles respondía que "ser ciudadano" significaba ser titular de un poder público no limitado, permanente: ciudadano es aquel que participa de manera estable en el poder de decisión colectiva, en el poder político.
Mientras que se llama ciudadano a todo individuo que sea capaz de ser tal.
Se distinguen tres etapas: una "ciudadanía civil" en el siglo XVIII, vinculada a la libertad y los derechos de propiedad; una "ciudadanía política" propia del XIX, ligada al derecho al voto y al derecho a la organización social y política y, por último, en esta última mitad de siglo, una "ciudadanía social", relacionada con los sistemas educativos y el Estado del bienestar.

### Evolución histórica del concepto
Los romanos tenían muchas similitudes con el concepto de ciudadano de los griegos. Su pequeña variante reside en quiénes merecían ser ciudadanos, pues para los romanos estos eran todos aquellos que habitaran en la civitās ('ciudad' en sentido amplio), de un padre y una madre que fueran ciudadanos, y a los cuales se les otorgaban derechos. Los mismos esclavos podían conseguir su libertad y volverse ciudadanos.
Sin embargo, la ciudadanía romana se podía perder principalmente por tres motivos: porque un hombre libre cae en la esclavitud; porque el ciudadano cambia de civitās o de comunidad y por ser extranjero.
Los derechos de los ciudadanos romanos iban desde poder constituir una familia, a tener esclavos y a liberarlos, hasta el derecho a contraer obligaciones; a votar en los comicios decidiendo sobre la guerra y la paz, así como a la creación y designación de los magistrados, hasta el de ser elegido, precisamente, a las magistraturas. 
Este sentido de ciudadano se modifica cuando, al término de la Edad Media, los filósofos naturalistas sugieren que la libertad individual, en el mundo moderno, no depende de la pertenencia a la comunidad. Al contrario, la antecede y la condiciona, idea que surge gracias al nacimiento del Estado moderno y después de la Declaración de los Derechos Fundamentales del Hombre que deja como consecuencia la Revolución francesa; haciendo que el concepto del ciudadano descanse en estos derechos políticos, civiles y sociales.
Así, el ciudadano responde a una colectividad, a una pertenencia a la comunidad y que los hace iguales gracias a esos derechos.

## Ciudadanía

Planisferio con los países donde la ciudadanía doble o múltiple se permite sin limitaciones (verde), y los países en los que no o sólo parcialmente (rojo)

La ciudadanía es la condición que se otorga al ciudadano de ser miembro de una comunidad organizada.

Si la ciudadanía es algo que remite a un proceso histórico, siempre vamos a estar hablando de una construcción de ciudadanía y de que haya también una reconstrucción constante de esa ciudadanía.
 (Landau)

La ciudadanía es la expresión de pertenencia que una persona tiene hacia una sociedad determinada en la que participa. En la tradición occidental, «el ciudadano es un conjunto de atributos legales y a la vez un miembro de la comunidad política», como explica Isidoro Cheresky.
La ciudadanía siempre ha sido de vital importancia para el país y sus decisiones de desarrollo en general. Cuando la ciudadanía no participa en la toma de decisiones, la mayoría de las veces las acciones del Estado son erróneas y llegan incluso a afectar drásticamente la ideología del país, sea directa o indirectamente.  
A través de los años, la influencia del derecho administrativo determinó el concepto de ciudadanía. Sin embargo, junto con los cambios de las dinámicas sociales sobrevino la reorientación del concepto de ciudadanía, remontándose a modelos anteriores. Haber retomado modelos anteriores de la ciudadanía, donde la definición se paseaba por un vínculo político, es entender al ciudadano "por ser miembro de la comunidad política; el vínculo por la palabra y por la acción arrancaba a los individuos del dominio de las tareas privadas. La ciudadanía era, en este sentido, una actividad pública que tenía valor por sí misma y se consideraba incluso como la vida buena por oposición a la simplemente orientada a la satisfacción de necesidades".
Ser ciudadano es tener desarrollado el sentido de identidad y pertenencia en el lugar donde se interactúa socialmente en el hábitat donde se desenvuelven los individuos con responsabilidad, derechos y obligaciones. En el Consejo Europeo se es cada vez más consciente de que términos como «ciudadano» y «ciudadanía» no son estables ni admiten una definición única. El término «ciudadano» puede definirse de un modo general como «una persona que coexiste en una sociedad». Esto no significa que la idea de ciudadano en relación con el Estado-nación ya no sea pertinente o aplicable, sino que, como el Estado-nación ha dejado de ser el único centro de autoridad, ha tenido que darse una definición más general del concepto.
Este concepto más extenso de ciudadano y ciudadanía ofrece un posible nuevo modelo para analizar cómo vivimos juntos. Se trata, por tanto, de traspasar los límites de la noción de «Estado-nación» y de adoptar la de comunidad, que engloba el marco local, nacional, regional e internacional en el que viven las personas. Durante mucho tiempo se practicó el llamado voto censatario, que consiste en que hay una selección para determinar quiénes tienen derecho al voto según sus riquezas y su posición social (las mujeres debieron esperar milenios para poder votar).

### Esfera pública
Un fenómeno conocido como la esfera pública, según el filósofo Jürgen Habermas, es un espacio entre la autoridad y la vida privada, en el cual los ciudadanos pueden reunirse informalmente, intercambiar opiniones sobre los asuntos públicos, decisiones de gobierno y proponer reformas. Sirviendo como contrapeso al gobierno. Según Schudson, la esfera pública es un «campo de juego para la ciudadanía».

### Ciudadanos comunes y corrientes o ciudadanos de a pie
Con estas expresiones se pretende hacer referencia a cualquier ciudadano o a todos los ciudadanos de un país o de una región, independientemente de su nivel de riqueza, de su nivel educativo, de su posición social o de su jerarquía profesional. Se hace referencia a ciudadanos o residentes que no necesariamente desempeñan tareas de responsabilidad ni tienen casa propia o vehículo propio; en definitiva, se refiere a cualquier persona con una determinada nacionalidad o residente en un país o grupo de países. La lingüista Martha Hildebrandt señala que no tiene un sentido peyorativo.

### Ciudadanía activa
La ciudadanía activa se refiere a una filosofía adoptada por organizaciones e instituciones educativas que aboga porque los miembros de las empresas o el Estado tengan ciertas funciones y responsabilidades para con la sociedad y el medio ambiente, aunque los miembros pueden no tener funciones específicas de gobierno.
La ciudadanía activa puede considerarse como una articulación del debate sobre los derechos frente a las responsabilidades. Si un cuerpo da derechos a las personas bajo su mandato, entonces esas mismas personas podrían tener ciertas responsabilidades para defender. Esto sería que un ciudadano activo es aquel que cumple con sus derechos y responsabilidades de una manera equilibrada.

### Formación ciudadana en la escuela
Según el artículo "La formación ciudadana en la escuela: Problemas y desafíos (Muñoz y Torres, Universidad de Chile, 2014)", el voto constituye un puente entre la ciudadanía y la sociedad, pero no de su sociedad. Es un punto de confluencia entre las opiniones individuales de los ciudadanos-electores y un ideario etéreo de sociedad, de la que no se sienten partícipes. A tal punto que, cuando se refieren a ella, lo hacen siempre como algo paradójicamente ajeno a su cotidianidad y vivencia personal".
A pesar de los esfuerzos ministeriales realizados durante las últimas décadas en Chile, los grupos de estudiantes siguen vinculando la formación ciudadana casi exclusivamente al ámbito político, lo que si bien es coherente con el enfoque minimalista descrito en la bibliografía especializada, se contrapone al enfoque maximalista que se promueve desde el currículo escolar, retrotrayendo la situación al currículo promovido durante la dictadura.

## Aspectos internacionales
Algunas organizaciones intergubernamentales han extendido el concepto y la terminología asociados con la ciudadanía al nivel internacional, donde se aplica a la totalidad de los ciudadanos de sus países constituyentes combinados. La ciudadanía a este nivel es un concepto secundario, y los derechos se derivan de la ciudadanía nacional.

### Unión Europea
El Tratado de Maastricht introdujo el concepto de ciudadanía de la Unión Europea. El artículo 17 (1) del Tratado de la Unión Europea establecía que:

Queda establecida la ciudadanía de la Unión. Será ciudadano de la Unión toda persona que posea la nacionalidad de un Estado miembro. La ciudadanía de la Unión será adicional a la ciudadanía nacional y no la sustituirá.

El acuerdo conocido como Tratado CE modificado (véase Tratados de Roma) estableció ciertos derechos mínimos para los ciudadanos de la Unión Europea. El artículo 12 del Tratado CE modificado garantizaba un derecho general de no discriminación en el ámbito del Tratado. El artículo 18 establecía un derecho limitado a la libre circulación y residencia en los Estados miembros distintos de aquel del que el ciudadano de la Unión Europea es nacional. Los artículos 18 a 21 y 225 establecen ciertos derechos políticos.
Los ciudadanos de la Unión también tienen amplios derechos de circulación para ejercer actividades económicas en cualquiera de los Estados miembros dentro del Mercado Único Europeo  anteriores a la introducción de la ciudadanía de la Unión.

### Mercosur
La ciudadanía del Mercosur se otorga a ciudadanos elegibles de los Estados miembros del Mercado Común del Sur. Fue aprobado en 2010 a través del Estatuto de Ciudadanía y deberá ser implementado plenamente por los países miembros en 2021, cuando el programa se transformará en un tratado internacional incorporado al ordenamiento jurídico nacional de los países, bajo el concepto de "Ciudadano del Mercosur". [cita requerida]